# غرانت يونغ (لاعب دوري الرغبي)
غرانت يونغ (بالإنجليزية: Grant Young)‏ هو لاعب دوري الرغبي نيوزيلندي، ولد في 30 يوليو 1970 في بالميرستون نورث في نيوزيلندا.